# المحقق كونان: القبضة اللازوردية
المحقق كونان: القبضة اللازوردية (باليابانية: 劇場版 名探偵コナン 紺青の拳（フィスト）، بالروماجي: Meitantei Conan: Konjou no Fist) هو فيلم أنمي ياباني، وهو الفيلم الـ23 من سلسلة أفلام أنمي المحقق كونان المقتبسة من أنمي المحقق كونان للمانغاكا والمؤلف غوشو أوياما، بعد الفيلم الـ22 من السلسلة والذي عُرضَ في عام 2018 تحت عنوان جلاد زيرو. وعرض الفيلم في السينما اليابانية في 12 أبريل 2019.
كما عرض الفيلم في دول جنوب شرق آسيا وهي: سنغافورة، ماليزيا، أندونيسيا، الفلبين وبروناي. لقد حقق الفيلم إيرادات عالية بلغت 9.37 مليار ين ليصبح أعلى أفلام السلسلة نجاحاً متخطياً الفيلم الـ22 جلاد زيرو، والمرتبة الـ50 كأكثر الأفلام أرباحاً في اليابان على مر التاريخ.
من الجدير بالذكر أن اللون اللازوردي هو أحد الألوان الزرقاء، يعرف باللون الأزرق السماوي اللامع الذي غالباً ما يوصف بلون السماء في يوم صافٍ.

## القصة
تقع أحداث القصة في سنغافورة وهو أول فيلم من أفلام المحقق كونان تقع أحداثه خارج اليابان حين يحاول أحد المليونيرات الحصول على أعظم ياقوتة زرقاء عرفها العالم، والتى يُعتقد أنها غرقت في إحدى سفن القراصنة في نهاية القرن التاسع عشر، وتقع جريمه قتل عند عرض الياقوتة في فندق بسنغافورة، كما يتضمن الفيلم عادة اللص الشهير كويتا كيوغوكو لأول مرة في فيلم من أفلام السلسلة، ماكوتو الرابع في رياضة الكاراتية سيواجه كيد الذي سيحاول سرق الياقوتة الزرقاء، في نفس الوقت سيقوم كيد بأخذ كونان معه إلى سنغافورة رغماً عنه.

## الشخصيات
- كونان إيدوغاوا: أداء مينامي تاكاياما
- شينتشي كودو: أداء كابيه ياماغوتشي
- ران موري: أداء واكانا يامازاكي
- كوغورو موري: أداء ريكيا كوياما
- سونوكو سوزوكي: أداء ناوكو ماتسوي
- كايتو كيد: أداء كابيه ياماغوتشي[9][10]
- ماكوتو كيوغوكو: أداء نوبويوكي هياما[9][10]

## العاملون على الفيلم
- العمل الأصلي: غوشو أوياما.
- الإخراج: توموكا ناغاوكا.
- الكتابة: غوشو أوياما والكاتب تاكهارو ساكوراي.
- الموسيقى: كاتسو أونو.
- الإستيديو: طوكيو موفي شينشا.
- التوزيع: توهو.
- إنتاج الأنمي: TMS

## وصلات خارجية
- المحقق كونان: القبضة اللازوردية على موقع IMDb (الإنجليزية)
- المحقق كونان: القبضة اللازوردية على موقع ألو سيني (الفرنسية)
- المحقق كونان: القبضة اللازوردية على موقع فيلمافينيتي (الإسبانية)
- المحقق كونان: القبضة اللازوردية على موقع قاعدة بيانات الفيلم (الإنجليزية)
- المحقق كونان: القبضة اللازوردية على موقع ليتربوكسد (الإنجليزية)
- المحقق كونان: القبضة اللازوردية على موقع كينوبويسك (الروسية)
- المحقق كونان: القبضة اللازوردية على موقع ANN anime (الإنجليزية)
- الموقع الرسمي لفيلم المحقق كونان